# Ónodžó (Fukuoka)

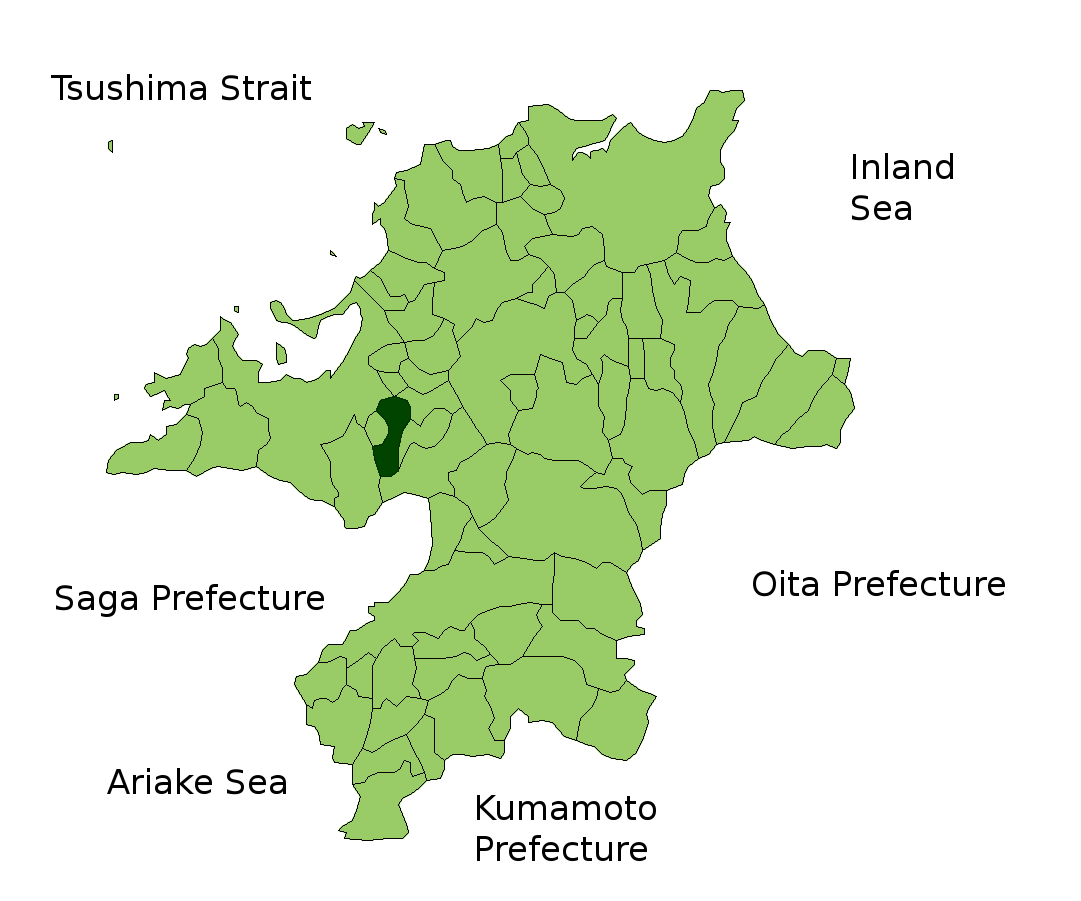
Mapa s polohou města Ónodžó v prefektuře Fukuoka (stav z roku 2006)

Ónodžó (japonsky 大野城市; Ónodžó-ši) je japonské město ležící v prefektuře Fukuoka na ostrově Kjúšú. Ve skutečnosti se jedná o jižní „předměstí“ Fukuoky – na severozápadě sousedí se čtvrtí Hakata-ku.
Město bylo založeno 1. dubna 1972.
V roce 2005 mělo město 93 053 obyvatel a hustotu zalidnění 3461,79 ob./km². Celková rozloha města je 26,88 km².